# Торањ Петрин
Торањ Петрин (чеш. Petřínská rozhledna) је торањ са челичном конструкцијом висок 63,5 метара на брду Петрин у Прагу, изграђен 1891. Подсећа на Ајфелов торањ и коришћен је као осматрачница, као и као преносни торањ. Данас је кула главна туристичка атракција.

## Опис
Петрин је удаљено отприлике пола сата хода стазама, а успон до куле је такође прилично напоран; међутим, брдо опслужује честа Петринска успињача, а кула има лифт за старије и особе са инвалидитетом. 2014. кулу је посетило више од 557.000 посетилаца, а странци су чинили преко 70% тих посетилаца. 
На главном нивоу налазе се продавница сувенира и мала кафетерија. На најнижем нивоу је мали изложбени простор. 

## Поређења са Ајфеловим торњем
Торањ Петрин се често описује као мања верзија Ајфелове куле, која је висока 328 метара. За разлику од Ајфеловог торња, Петрин има осмоугаони, а не квадратни, попречни пресек. Даље, не стоји, као Ајфелова кула, на четири стуба од решеткастог челика. Читав простор испод његових ногу је покривен улазним ходником.
Сличност између Ајфеловог торња и торња Петрин је дизајн најнижих попречних греда у облику округлих костију.

## Историја
Чланови Клуба чешких туриста посетили су светску изложбу у Паризу 1889. и били су инспирисани Ајфеловим торњем. Прикупили су довољну количину новца и у марту 1891. почела је изградња торња. Завршено је за само четири месеца.
Кула је имала лифт за шест особа, прво на гас, касније на електрични погон. 1953. у торњу је постављен телевизијски предајник и лифт је уклоњен, цев је испуњена кабловима и напајањем.
Торањ је био затворен за јавност током реконструкције 1979–1992. У периоду 1999–2002, торањ је поново потпуно реконструисан и инсталиран је нови лифт за особе са инвалидитетом и старије особе. 
Од 21. јануара 2013. торњем управља Музеј града Прага.